# Витнер, Виктор
Виктор Витнер (нем. Victor Wittner; 1 марта 1896, Герца — 27 октября 1949, Вена) — австрийский поэт, драматург, журналист, редактор.

## Биография
Родился в ассимилированной еврейской семье в городе Герца в Австро-Венгрии. Его отец был врачом. Ассимиляция была настолько сильной, что Виттер просил издателя не включать его в антологию немецкоязычных еврейских поэтов, поскольку не хотел числиться евреем.
В 1914 году отправился в Вену, где изучал медицину. С 1918 года жил в Вене и работал внештатным журналистом-культурологом. В 1928 году переехал в Берлин. Редактировал левую прессу в Вене и Берлине.
В 1933 году после прихода национал-социалистов к власти покинул Германию и несколько лет жил в Вене; после аншлюса бежал в Швейцарию.
После войны вернулся в Вену, где умер в 1949 году.

## Творчество
Автор сборников лирики «Проблески» (1914), «Прыжок на улицу» (1924), «Человек между окном и зеркалом» (1929), «Учись лёгкой жизни» (1932). Первые два сборника отмечены влиянием символизма, в других выражено ироническое отношение к буржуазной действительности.
Пьесы «Три дня молчания» (1934), «Белый жилет» (1935), сборники стихов «Перед глазами — будни» (1942) посвящены антифашистам.
Литературное наследие Витнера находится в коллекции рукописей Австрийской национальной библиотеки в Вене и в центре документации современной австрийской литературы в Вене.